# Synagogenbezirk Wriezen
Der Synagogenbezirk Wriezen mit Sitz in Wriezen, heute eine Stadt im Landkreis Märkisch-Oderland im Bundesland Brandenburg in Deutschland, wurde nach dem Preußischen Judengesetz von 1847 geschaffen.
Der Synagogenbezirk umfasste Mitte des 19. Jahrhunderts neben Wriezen auch die Orte Altreetz, Beauregard, Letschin, Neubarnim, Neulewin, Neulietzegöricke, Neureetz und Neutrebbin.